# Shin Min-a
Shin Min-a (hangul: 신민아; nascida em 5 de abril de 1984), é uma atriz e modelo sul-coreana mais conhecida por estrelar os dramas televisivos A Love to Kill (2005), My Girlfriend Is a Nine-Tailed Fox (2010), Arang and the Magistrate (2012), Oh My Venus (2015), Tomorrow, with You (2017), Hometown Cha-Cha-Cha (2021) e Our Blues (2022).

## Carreira

### Trabalhos de modelo
Shin começou sua carreira como modelo para a revista adolescente KiKi em 1998. Desde então, ela se tornou uma das modelos comerciais mais requisitadas e mais bem pagas da Coreia do Sul. Dentre seus trabalhos, inclui-se dentre suas incursões no entretenimento de marcas, o multi-episódio de 2008, Summer Days, contracenando com Hyun Bin e Ryoo Seung-bum para LG Xnote com música de You Hee-yeol, bem como Friends & Love, um anúncio estendido em estilo de filme para a marca Giordano em 2011, co-estrelando com Jung Woo-sung e So Ji-sub.
Em 2009, Shin foi a Milão, Itália, para tirar uma foto para a revista Elle Korea com o modelo da Calvin Klein, Jamie Dornan. Em 2011, ela foi escolhida como a primeira modelo asiática para a campanha publicitária do Projeto DIY da marca de roupas americana Rag & bone, e posteriormente foi apresentada na T Magazine do The New York Times.
Shin é Roger Vivier Embaixadora da Maison para a Coreia. Seu mais recente acordo de marca highend foi a embaixadora da Gucci com Lee Jung-jae.

### Atuação
Shin começou a atuar através da aparição em vários vídeos musicais da boy band de K-pop g.o.d, até sua estréia como atriz em 2001 com um papel coadjuvante no popular melodrama, Beautiful Days. Ela rapidamente alcançou o estrelato, através do filme de comédia de artes marciais Volcano High com Jang Hyuk e o filme de romance universitário Madeleine com Jo In-sung.
Shin então assumiu um papel coadjuvante no filme noir de Kim Jee-woon, A Bittersweet Life, reunindo-a com a co-estrela anterior, Lee Byung-hun. Ela então interpretou uma personagem surda em Sad Movie. Este projeto foi seguido por papéis principais no melodrama A Love to Kill com Rain, a série de comédia romântica The Beast and the Beauty com Ryoo Seung-bum, e o suspense psicológico The Devil com Uhm Tae-woong e Ju Ji-hoon. Em 2007, Shin interpretou simultaneamente duas personagens em My Mighty Princess.
Quando Shin entrou em seus vinte e poucos anos, ela começou a mostrar mais maturidade na escolha de papéis. Em Go Go 70s, interpretou uma cantora de contracultura sexy e ganhou o reconhecimento de Melhor Atriz por sua atuação. Ela então atuou como uma esposa infiel em The Naked Kitchen, e uma jovem cínica em busca de seu pai em Sisters on the Road, um filme indie, aclamado pela crítica, que também estrelou a atriz e amigo Gong Hyo-jin. Mas Shin tornou-se mais conhecido por seus retratos de ícones de horror sobrenatural remodelado em heroínas inocentemente cativante inocente ainda no rom-com My Girlfriend Is a Nine-Tailed Fox (2010),  e o drama histórico Arang Arang and the Magistrate (2012).
Após aparecer em The X, um curta-metragem de espionagem e suspende de 2013, dirigido por Kim Jee-woon, Shin voltou ao cinema em 2014 em Gyeongju, um introspectivo arthouse o romance oposto Park Hae-il. Isto foi seguido pela comédia romântica My Love, My Bride, na qual ela e Jo Jung-suk interpretam um casal recém-casado; Foi um remake do mesmo título de 1990, conotendo também Choi Jin-sil e Park Joong-hoon.
Em 2015, Shin ao lado de So Ji-sub estrelou a série de comédia romântica Oh My Venus. Para sua personagem, uma advogada com excesso de peso, Shin passou por uma sessão de três horas de maquiagem/prótese a cada filmagem. Shin ganhou o Prêmio de Excelência, Atriz  em Minissérie e com So Ji-sub,  Shin ganhou o prêmio de Melhor Casal de 2015 KBS Drama Awards. Ela também ganhou o prêmio de Melhor Atriz Coreana no 11º Seoul International Drama Awards.
Em 2016, ela protagoniza, ao lado de Lee Je-hoon, o melodrama de fantasia Tomorrow, with You, retratando uma fotógrafa amadora que descobre que o marido pode viajar no tempo. O drama foi totalmente pré-produzido e estreou em fevereiro de 2017.
Em 2018, Shin foi escalada para o filme de mistério Diva, interpretando Yi Young, uma mergulhadora que perdeu a memória após um acidente, ao lado de Lee Yoo-young.
Em 2019, Shin foi escalado para o drama político Chief of Staff ao lado de Lee Jung-jae; como Kang Seon-yeong, uma advogada que virou política. O filme marca a estreia na direção de Cho Seul-ye. Foi exibido em Korean Fantastic apresenta seção no 25º Bucheon International Fantastic Film Festival realizado em julho de 2021. No inverno de 2019, Shin reprisou seu papel para a segunda temporada.
Em 2021, Shin se reuniu com o diretor Yoo Je-won em Hometown Cha-Cha-Cha, estrelado por Kim Seon-ho e Lee Sang-yi. Ela desempenhou o papel de Yoon Hye-jin, uma dentista que se mudou da cidade para abrir uma clínica na vila litorânea de Gongjin. Foi um remake do filme de 2004 Mr. Handy, Mr. Hong que estrelou Uhm Jung-hwa e Kim Joo-hyuk. A série tornou-se um sucesso doméstico com classificações de audiência atingindo o pico de 13,322% e passou a se tornar uma das séries de televisão de maior audiência na história da televisão a cabo coreana. Após seu lançamento na Netflix, Hometown Cha-Cha-Cha se tornou um dos programas de televisão não-ingleses mais assistidos da plataforma. Ele permaneceu na lista de programas de televisão populares não ingleses da Netflix por 16 semanas e alcançou o top 10 em mais de 20 países. Ele também está no Top 10 da Netflix para programas de televisão por mais de dois meses a partir de seu último episódio.
Em outubro de 2021, Shin foi à Ilha de Jeju para filmar o drama omnibus Our Blues, de Noh Hee-kyung, estrelado por Lee Byung-hun, Cha Seung-won, Lee Jung-eun, Uhm Jung-hwa, Han Ji-min e Kim Woo-bin. Shin interpretou Min Seon-ah, uma divorciada com um filho que veio para Jeju e rendeu seu velho amigo de infância Lee Dong-seok. Estreou na tvN em 9 de abril de 2022 e foi ao ar todos os sábados e domingos às 21:10 (KST) com 20 episódios.

### Outros projetos
Após suas viagens serem documentadas no canal a cabo O'live em 2008, Shin publicou um livro intitulado Shin Min-a's French Diary em 2009.
Ela também contribuiu com seus vocais para diversos singles de trilhas sonoras.

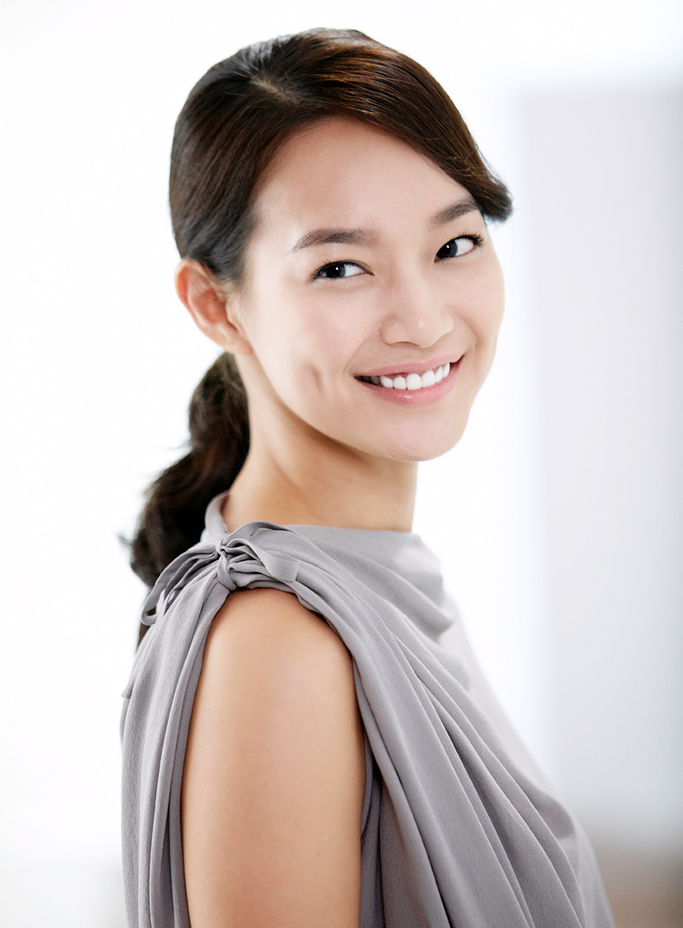
Shin Min-a em 2011

## Vida pessoal
Desde maio de 2015, Shin está em um relacionamento com o ator e modelo Kim Woo-bin.

## Filantropia
Em 2010, Shin doou 50 milhões de won para construir a primeira escola multicultural da Coreia em Ansan. Em agosto de 2014, ela participou do Ice Bucket Challenge, uma campanha de arrecadação de fundos em andamento pela US ALS Association para desenvolver tratamentos para ELA e ajudar pacientes.
Em 2015, foi relatado que Shin havia doado um total de 1 bilhão de won nos últimos 7 anos através do 'Fruit of Love', um baú comunitário de bem-estar social e 'Good Friends' uma associação que ajuda desertores norte-coreanos. Em novembro de 2016, ela participou da doação de talentos 'Let's Share the Heart': uma campanha para arrecadar fundos para a Hallym Burn Foundation.
Em setembro de 2019, Shin doou 50 milhões de won para o Hospital Infantil da Universidade Nacional de Seul. Em 29 de outubro de 2019, na 4ª Cerimônia de Comemoração do Dia das Finanças, Shin recebeu a Menção Presidencial em reconhecimento por suas doações consistentes.
Em fevereiro de 2020, Shin 100 milhões de won para o Seoul Community Chest of Korea (Seoul Fruit of Love) para serem usados por equipes médicas e grupos vulneráveis que estão trabalhando duro para impedir a propagação do COVID-19. Em agosto, ela doou 50 milhões para o Fruto do Amor para ajudar as vítimas das chuvas torrenciais. Em dezembro de 2020, Shin doou 100 milhões de won através da Hallym Burn Foundation, que ela praticava todos os anos desde 2015.
Em dezembro de 2021, foi relatado que ela doou 100 milhões de won para a Hallym Burn Foundation, Seoul Asan Hospital e para a Korean Developmental Society para tratamento psicológico de crianças que sofrem da infecção prolongada por COVID-19. Em março de 2022, Shin doou 100 milhões de won para a Hope Bridge Disaster Relief Association para ajudar as vítimas do grande incêndio florestal que começou em Uljin, Gyeongbuk e se espalhou para Samcheok, Gangwon.
Em dezembro de 2022, foi relatado que o valor acumulado de doação de Shin Min-ah excede 3,3 bilhões de wons. Desde 2009, Shin doa constantemente para a causa, como o apoio a jovens de baixa renda e crianças com câncer infantil. Em março, Shin doou 100 milhões de won para a Hope Bridge National Disaster Relief Association para ajudar a restaurar os danos causados pelos incêndios florestais. Shin também doou um total de 260 milhões de won para o final do ano, para instituições onde ela usou doar todos os anos, como Fruit of Love e Asan Medical Center, em Seul. Shin arrecadou 360 milhões de won só este ano.

## Filmografia

### Cinema
| Ano          | Título                   | Papel                 | Notas                          |
| ------------ | ------------------------ | --------------------- | ------------------------------ |
| 2001         | Volcano High             | Yoo Chae-yi           |                                |
| 2003         | Madeleine                | Hee-jin               |                                |
| 2005         | A Bittersweet Life       | Hee-soo               |                                |
| 2005         | Sad Movie                | Ahn Su-eun            |                                |
| 2005         | The Beast and the Beauty | Jang Hae-ju           |                                |
| 2007         | My Mighty Princess       | Kang So-hwi / Ok-soon |                                |
| 2008         | Go Go 70s                | Mimi                  |                                |
| 2009         | The Naked Kitchen        | Ahn Mo-rae            |                                |
| 2009         | Sisters on the Road      | Park Myung-eun        | Remasterização Digital em 2022 |
| 2009         | A Million                | Jo Yoo-jin            |                                |
| 2013         | The X                    | Mia                   |                                |
| 2014         | Gyeongju                 | Gong Yoon-hee         |                                |
| 2014         | My Love, My Bride        | Mi-young              |                                |
| 2016         | A Quiet Dream            | Min-ah                | Cameo                          |
| 2020         | Diva                     | Lee Young             |                                |
| (A anunciar) | Our Season               | Jin-ju                | [ 77 ]                         |

### Televisão
| Ano       | Título                             | Papel             | Emissora | Ref.          |
| --------- | ---------------------------------- | ----------------- | -------- | ------------- |
| 2001      | Beautiful Days                     | Lee Min-ji        | SBS      |               |
| 2003      | Punch                              | Jang Yoo-bin      | SBS      | [ 78 ]        |
| 2005      | A Love to Kill                     | Cha Eun-seok      | KBS2     |               |
| 2007      | The Devil                          | Seo Hae-in        | KBS2     |               |
| 2010      | My Girlfriend Is a Nine-Tailed Fox | Gu Mi-ho          | SBS      |               |
| 2012      | Arang and the Magistrate           | Arang/Lee Seo-rim | MBC      |               |
| 2015–2016 | Oh My Venus                        | Kang Joo-eun      | KBS2     |               |
| 2017      | Tomorrow, with You                 | Song Ma-rin       | tvN      |               |
| 2019      | Chief of Staff                     | Kang Sun-young    | JTBC     | [ 79 ] [ 80 ] |
| 2021      | Hometown Cha-Cha-Cha               | Yoon Hye-jin      | tvN      | [ 81 ]        |
| 2022      | Our Blues                          | Min Seon-ah       |          | [ 82 ]        |

### Participações em vídeos musicais
| Ano  | Título da canção       | Artista(s)                                                     |
| ---- | ---------------------- | -------------------------------------------------------------- |
| 1999 | "A Request"            | Lee Seung-hwan                                                 |
| 1999 | "Eyes Want to Travel"  | Leon Lai                                                       |
| 1999 | "Love and Remembrance" | g.o.d                                                          |
| 2000 | "Since You Left Me"    | g.o.d                                                          |
| 2000 | "Do You Know?"         | Jo Sung-mo                                                     |
| 2001 | "With Coffee"          | Brown Eyes                                                     |
| 2001 | "I Love You"           | Cha Tae-hyun                                                   |
| 2001 | "Sad Love"             | g.o.d                                                          |
| 2001 | "A Fool"               | g.o.d                                                          |
| 2001 | "You Just Don't Know"  | g.o.d                                                          |
| 2008 | "Summer Day"           | You Hee-yeol com participação de Shin Jae-pyung do Peppertones |
| 2008 | "My Happy Day"         | You Hee-yeol com participação de Shin Min-a                    |
| 2009 | "Miracle Blue"         | Loveholics com participação de Shin Min-a                      |

## Discografia
| Ano  | Título da canção     | Do álbum                               |
| ---- | -------------------- | -------------------------------------- |
| 2003 | "Oppa, I Love You"   | Punch OST                              |
| 2003 | "Pray for Yoo-bin"   | Punch OST                              |
| 2008 | "My Happy Day"       | You Hee-yeol - Summer Days             |
| 2008 | "Night Train"        | Go Go 70s OST                          |
| 2009 | "A Year Later"       | The Naked Kitchen OST                  |
| 2009 | "Miracle Blue"       | Loveholics - In the Air                |
| 2010 | "Sha la la"          | My Girlfriend Is a Nine-Tailed Fox OST |
| 2010 | "I Can Give You All" | My Girlfriend Is a Nine-Tailed Fox OST |
| 2012 | "Black Moon"         | Arang and the Magistrate OST           |

## Prêmios e indicações
| Ano   | Prêmio                                | Categoria                                          | Trabalho indicado                  | Resultado | Ref.                    |
| ----- | ------------------------------------- | -------------------------------------------------- | ---------------------------------- | --------- | ----------------------- |
| 2003  | SBS Drama Awards                      | Prêmio de Nova Estrela                             | Punch                              | Venceu    | [ 83 ]                  |
| 2005  | KBS Drama Awards                      | Melhor Atriz Revelação                             | A Love to Kill                     | Indicado  |                         |
| 2006R | Dior Timeless Beauty Award            | Beneficiário                                       | —                                  | Venceu    | [ 84 ]                  |
| 2007  | KBS Drama Awards                      | Prêmio de Excelência, Atriz em Minissérie          | The Devil                          | Indicado  |                         |
| 2008  | University Film Festival of Korea     | Melhor Atriz Coadjuvante                           | Go Go 70s                          | Venceu    | [ 85 ]                  |
| 2008  | Korean Film Awards                    | Melhor Atriz Coadjuvante                           | Go Go 70s                          | Indicado  |                         |
| 2009  | Max Movie Awards                      | Melhor Atriz                                       | Go Go 70s                          | Venceu    | [ 86 ]                  |
| 2009  | Chunsa Film Art Awards                | Melhor Atriz                                       | Go Go 70s                          | Venceu    | [ 87 ]                  |
| 2009  | Style Icon Awards                     | Fashionista Feminina                               | —                                  | Venceu    | [ 88 ]                  |
| 2009  | Mnet 20's Choice Awards               | Fashionista Quente                                 | —                                  | Venceu    | [ 89 ]                  |
| 2010  | Korean Advertisers Association Awards | Prêmio Bom Modelo                                  | —                                  | Venceu    | [ 90 ]                  |
| 2010  | Style Icon Awards                     | Atriz Ícone de Estilo, categoria TV                | My Girlfriend Is a Nine-Tailed Fox | Venceu    | [ 91 ]                  |
| 2010  | 2010 SBS Drama Awards                 | Prêmio de Excelência, Atriz em Drama Especial      | My Girlfriend Is a Nine-Tailed Fox | Venceu    | [ 92 ]                  |
| 2010  | 2010 SBS Drama Awards                 | Mekhor Casal com Lee Seung-gi                      | My Girlfriend Is a Nine-Tailed Fox | Venceu    | [ 92 ]                  |
| 2010  | 2010 SBS Drama Awards                 | Top 10 Estrelas                                    | My Girlfriend Is a Nine-Tailed Fox | Venceu    | [ 92 ]                  |
| 2010  | TVCF Awards                           | Melhor Modelo de Campanha publicitária             | —                                  | Venceu    | [ 93 ]                  |
| 2011  | Cosmo Beauty Awards                   | Ícone de Beleza do Ano                             | —                                  | Venceu    | [ 94 ]                  |
| 2011  | Taxpayers' Day                        | Condecoração Presidencial                          | —                                  | Venceu    | [ 95 ]                  |
| 2012  | MBC Drama Awards                      | Prêmio de Excelência Superior, Atriz em Minissérie | Arang and the Magistrate           | Indicado  |                         |
| 2012  | MBC Drama Awards                      | Melhor Casal com Lee Joon-gi                       | Arang and the Magistrate           | Venceu    | [ 96 ]                  |
| 2015  | Wildflower Film Awards                | Melhor Atriz                                       | Gyeongju                           | Indicado  |                         |
| 2015  | Wildflower Film Awards                | Prêmio Especial do Júri                            | Gyeongju                           | Venceu    | [ 97 ]                  |
| 2015  | Baeksang Arts Awards                  | Melhor Atriz (Cinema)                              | Gyeongju                           | Indicado  |                         |
| 2015  | Baeksang Arts Awards                  | Prêmio Fashionista InStyle                         | —                                  | Venceu    | [ 98 ]                  |
| 2015  | KBS Drama Awards                      | Prêmio de Excelência Superior, Atriz               | Oh My Venus                        | Indicado  |                         |
| 2015  | KBS Drama Awards                      | Prêmio de Excelência, Atriz em Minisérie           | Oh My Venus                        | Venceu    | [ 99 ]                  |
| 2015  | KBS Drama Awards                      | Melhor Casal com So Ji-sub                         | Oh My Venus                        | Venceu    | [ 100 ]                 |
| 2016  | Seoul International Drama Awards      | Atriz Coreana de Excelência                        | Oh My Venus                        | Venceu    | [ 101 ]                 |
| 2021  | Blue Dragon Film Awards               | Melhor Atriz Principal                             | Diva                               | Indicado  | [ 102 ] [ 103 ] [ 104 ] |
| 2022  | 8th APAN Star Awards                  | Prêmio Top Excellence, Atriz em Minissérie         | Hometown Cha-Cha-Cha Our Blues     | Venceu    | [ 105 ]                 |
| 2022  | 8th APAN Star Awards                  | Prêmio Estrela da Popularidade, Atriz              | Hometown Cha-Cha-Cha               | Indicado  | [ 106 ]                 |

### Listicles
| Editora      | Ano  | Listicle                    | Colocação | Ref.    |
| ------------ | ---- | --------------------------- | --------- | ------- |
| Forbes       | 2010 | Korea Power Celebrity       | 28º       | [ 107 ] |
| Forbes       | 2011 | Korea Power Celebrity       | 15º       | [ 108 ] |
| Forbes       | 2012 | Korea Power Celebrity       | 31º       | [ 109 ] |
| Gallup Korea | 2021 | Ator do Ano da Gallup Korea | 2º        | [ 110 ] |
| Gallup Korea | 2022 | Ator do Ano da Gallup Korea | 12º       | [ 111 ] |
| Joy News 24  | 2022 | Melhor Ator do Ano          | 6º        | [ 112 ] |